# 3352 McAuliffe
3352 McAuliffe è un asteroide near-Earth. Scoperto nel 1981, presenta un'orbita caratterizzata da un semiasse maggiore pari a 1,8792850 UA e da un'eccentricità di 0,3687506, inclinata di 4,77214° rispetto all'eclittica.
L'asteroide è dedicato all'astronauta americana Christa McAuliffe.